# Nervio musculocutáneo
El nervio musculocutáneo o nervio perforante de Casserius es un nervio espinal mixto que pertenece al plexo braquial. Tiene su origen en el fascículo lateral de éste, con fibras derivadas del quinto y sexto pares cervicales.

## Recorrido
Se origina en el fascículo lateral del plexo braquial, C5 C7 sale de la cavidad axilar y perfora al músculo coracobraquial para situarse entre los músculos braquial y bíceps braquial. En el codo se hace superficial y da sus ramas sensitivas terminales.

## Trayecto y Relaciones
Nace por detrás del pectoral menor y por fuera del nervio mediano y de la arteria axilar; cruza el tendón del subescapular y alcanza la cara interna del coracobraquial, al que perfora (nervio perforante de Casserius). Al salir de este músculo, se coloca entre el bíceps y el braquial anterior, y llega después al canal formado por el largo supinador y el bíceps. Ya en el pliegue del codo (fosa cubital), perfora la aponeurosis superficial haciéndose subcutáneo, y va a distribuirse por la piel de la cara anteroexterna del antebrazo hasta la muñeca.

## Ramas colaterales
Emite ramos sensitivos y motores; un ramo óseo, que con la arteria nutricia penetra en el húmero; ramos vasculares destinados a las arterias axilar y la humeral, y un ramito articular, para la articulación del codo.
Ramos motores. Se hallan destinados a los tres músculos anteriores del brazo. El del coracobraquial, antes de perforarlo, suministra dos ramos, uno para la parte superior y otro para la parte inferior del músculo. El nervio del bíceps se desprende del tronco cuando este ha salido del coracobraquial y se divide en dos ramas, una para la larga porción y otra para la corta porción del bíceps. El nervio del braquial anterior nace por debajo del precedente y origina varios ramos, de los cuales uno desciende hasta el pliegue del codo; todos ellos terminan en el músculo braquial anterior.

## Ramas terminales
Cuando se vuelve cutáneo (nervio cutáneo antebraquial lateral), a nivel del canal externo del pliegue del codo, se coloca por dentro de la vena mediana cefálica y se divide en dos ramos, uno anterior y el otro posterior.
La rama anterior desciende por la parte de atrás de la vena mediana cefálica, recorre la cara anterior el antebrazo hasta el puño y emite ramitos cutáneos que van a la piel de la cara anteroexterna del antebrazo; se anastomosa en la línea media con los ramos externos del braquial cutáneo interno. Al nivel de la muñeca origina el ramito articular de Cruveilhier, que después de atravesar la aponeurosis, alcanza la articulación por su cara externa.
La rama posterior baja por delante de la vena mediana cefálica, corre por la cara posteroexterna del antebrazo hasta la muñeca, y acaba en la piel correspondiente.
Funciones

sensitiva: como nervio cutáneo antebraquial lateral, inerva la piel de la superficie lateral del antebrazo, es decir la piel del borde radial y mitad externa de la cara anterior del antebrazo.
motora: músculos flexores del codo, que son: coracobraquial, bíceps (porción larga y corta ), y braquial anterior. 
La lesión aislada es poco probable y lleva a debilidad para la flexión del codo y alteración sensitiva

## Anastomosis
En el brazo se anastomosa con el nervio mediano; en la cara anterior del antebrazo con el braquial cutáneo interno; en el codo, con el ramo cutáneo externo del radial y en la cara posterior del puño, con el ramo cutáneo dorsal del cubital.